# Marko Livije Druz (tribun)
Marko Livije Druz (Marcus Livius Drusus, ? - 91. pr. Kr.) bio je rimski političar iz doba kasne Republike. Bio je sin istoimenog konzula i cenzora. Godine 91. pr. Kr. je izabran za tribuna te je na tom mjestu otpočeo niz dalekosežnih ekonomskih i političkih reformi, nastojeći zadovoljiti sve rimske klase, kao i stranke zavađene stranke optimata i populara. Druz je tako ponovno dozvolio senatorima da budu članovi porota koje sude njihovim kolegama, dok je vitezovima izašao u susret s prijedlogom da se broj senatora poveća s dotadašnjih 300 na 600, pri čemu bi upravo vitezovi trebali činiti najveći broj. Siromašnim Rimljanima je pomogao osnovavši nove kolonije, kao i snizivši cijene kruha. 
Međutim, njegova najdalekosežnija reforma - dodjela rimskog državljanstva građanima rimskih saveznika u Italiji - izazvala je sveopće nezadovoljstvo, kako među bogatim optimatima zabrinutim zbog gubitka zemlje izvan Rima, tako i među siromašnim plebsom koji nije htio dijeliti svoju političku moć sa susjedima. Tom zakonskom prijedlogu su se najoštrije suprotstavili konzul Lucije Marcije Filip i pretor Servilije Cepion, inače Druzov zet. Ubrzo nakon objavljivanja prijedloga, otkriveno je pismo u kome su građani brojnih talijanskih gradova dali zakletvu kako će biti Druzovi vječni klijenti ako postanu državljani. Ubrzo nakon toga, Druz je ubijen. 
Njegovo ubojstvo je izazvalo masovnu pobunu širom talijanskih gradova, a koja je eskalirala u Saveznički rat.
Njegov usvojeni sin je bio Marko Livije Druz Klaudijan, otac carice Livije.